# Oliver T. Marsh
Oliver T. Marsh (Kansas City, 30 de janeiro de 1892 - Hollywood, 5 de maio de 1941) foi um diretor de fotografia estadunidense. Ele trabalhou em mais de oitenta filmes apenas para a Metro-Goldwyn-Mayer. Algumas das produções mais notáveis com as quais ele esteve envolvido são: Sedução do Pecado (1928), O Pecado da Carne (1932), A Viúva Alegre (1934), David Copperfield (1935), A Queda da Bastilha (1935), Ziegfeld - O criador de estrelas (1936), São Francisco, cidade do pecado (1936) e O Hotel dos Acusados (1939). Ele recebeu da Academia de Artes e Ciências Cinematográficas o Oscar Honorário em 1938, e foi indicado ao prêmio de Melhor Fotografia por Divino Tormento (1940).
Ele é o irmão das atrizes Marguerite Marsh (1888-1925) e Mae Marsh (1894-1968) e pai do saxofonista de jazz Warne Marsh (1927-1987).
Marsh está enterrado no Forest Lawn Memorial Park, em Glendale, Califórnia .

## Filmografia parcial
- Dodging a Million (1918)
- The Floor Below (1918)
- Joan of Plattsburg (1918)
- All Woman (1918)
- A Virtuous Vamp (1919)
- Good References (1920)
- Something Different (1920)
- Mama's Affair (1921)
- Wedding Bells (1921)
- Woman's Place (1921)
- Red Hot Romance (1922)
- Peacock Alley (1922)
- Fascination (1922)
- Broadway Rose (1922)
- Jazzmania (1923)
- The Unknown Purple (1923)
- Married Flirts (1924)
- Circe, the Enchantress (1924)
- The Merry Widow (1925)
- The Midshipman (1925)
- Time, the Comedian (1925)
- The Masked Bride (1925)
- Soul Mates (1925)
- Kiki (1926)
- The Duchess of Buffalo (1926)
- Camille (1926)
- Annie Laurie (1927)
- The Enemy (1927)
- The Dove (1927)
- Sadie Thompson (1928)
- The Divine Woman (1928)
- The Smart Set (1928)
- The Masks of the Devil (1928)
- Dream of Love (1928)
- Eternal Love (1929)
- The Single Standard (1929)
- Marianne (1929)
- Our Modern Maidens (1929)
- Untamed (1929)
- Not So Dumb (1930)
- Strictly Unconventional (1930)
- In Gay Madrid (1930)
- The Florodora Girl (1930)
- Du Barry, Woman of Passion (1930)
- New Moon (1930)
- The Bachelor Father (1931)
- It's a Wise Child (1931)
- Just a Gigolo (1931)
- The Man in Possession (1931)
- The Phantom of Paris (1931)
- New Adventures of Get Rich Quick Wallingford (1931)
- The Sin of Madelon Claudet (1931)
- Possessed (1931)
- Emma (1932)
- Arsène Lupin (1932)
- But the Flesh Is Weak (1932)
- Divorce in the Family (1932)
- Rain (1932)
- Faithless (1932)
- The Son-Daughter (1932)
- Today We Live (1933)
- Night Flight (1933)
- Dancing Lady (1933)
- The Merry Widow (1934)
- David Copperfield (1935)
- One New York Night (1935)
- Baby Face Harrington (1935)
- No More Ladies (1935)
- A Tale of Two Cities (1935)
- The Great Ziegfeld (1936)
- Small Town Girl (1936)
- San Francisco (1936)
- Women Are Trouble (1936)
- His Brother's Wife (1936)
- Maytime (1937)
- The Emperor's Candlesticks (1937) (sem créditos)
- The Firefly (1937)
- Rosalie (1937)
- The Girl of the Golden West (1938)
- The Toy Wife (1938)
- The Crowd Roars (1938) (sem créditos)
- Sweethearts (1938)
- The Ice Follies of 1939 (1939)
- Broadway Serenade (1939)
- It's a Wonderful World (1939)
- The Women (1939)
- Another Thin Man (1939)
- Broadway Melody of 1940 (1940)
- I Love You Again (1940)
- Bitter Sweet (1940)
- The Wild Man of Borneo (1941)
- Blonde Inspiration (1941)
- Rage in Heaven (1941)
- Lady Be Good (1941)